# زولتان هارشانی
زولتان هارشانی (مجاری: Zoltán Harsányi؛ زادهٔ ۱ ژوئن ۱۹۸۷) بازیکن فوتبال اهل اسلواکی است.
از باشگاه‌هایی که در آن بازی کرده است می‌توان به باشگاه فوتبال پوشکاش آکادمیا، باشگاه فوتبال بولتون واندررز، باشگاه فوتبال پیکان، باشگاه فوتبال داک ۱۹۰۴ دونایسکا استردا، و باشگاه فوتبال پچی مکچک اشاره کرد.
وی همچنین در تیم ملی فوتبال زیر ۲۱ سال اسلواکی بازی کرده است.